# Inspektor Środkowej Grupy Szwadronów KOP
Inspektor Środkowej Grupy Szwadronów KOP – stanowisko służbowe w dowództwie Korpusu Ochrony Pogranicza.
Inspektor Środkowej Grupy Szwadronów KOP został powołany wiosną 1932 w celu zunifikowania systemu organizacyjno-szkoleniowego oddziałów kawalerii Korpusu Ochrony Pogranicza i wojska, a tym samym przygotowania ich do realizacji zadań przewidzianych na wypadek „R” - wojny z ZSRR. Początkowo inspektor miał swoją siedzibę w Baranowiczach, a później w Dowództwie Korpusu Ochrony Pogranicza przy ulicy Chałubińskiego w Warszawie. Jednocześnie dokonano zmian w dotychczasowym podziale szwadronów pomiędzy inspektorami grup szwadronów KOP: północnej i południowej.
Inspektorowi podporządkowano, wyłącznie pod względem wyszkolenia, siedem z dwudziestu istniejących szwadronów kawalerii, a mianowicie:
- szwadron kawalerii KOP „Iwieniec”,
- szwadron kawalerii KOP „Stołpce”,
- szwadron kawalerii KOP „Radziwiłłmonty”, później przemianowany na szwadron kawalerii KOP „Kleck”,
- szwadron kawalerii KOP „Żurno”,
- szwadron kawalerii KOP „Rokitno”,
- szwadron kawalerii KOP „Hancewicze”,
- szwadron kawalerii KOP „Bystrzyce”[1].

Wymienione szwadrony wchodziły w skład Brygady KOP „Nowogródek” („Radziwiłłmonty”, „Stołpce”, „Iwieniec”) i Brygady KOP „Polesie” („Żurno”, „Rokitno”, „Hancewicze”, „Bystrzyce”).
23 marca 1932 major dyplomowany Tadeusz Julian Nalepa został przeniesiony do KOP na stanowisko Inspektora Środkowej Grupy Szwadronów KOP. W 1934 wymieniony oficer został przeniesiony do 4 Pułku Strzelców Konnych w Płocku na stanowisko zastępcy dowódcy pułku. Jego miejsce zajął major 1 Pułku Szwoleżerów Michał Stempkowski.
W 1938 major Michał Stempkowski został przeniesiony do 4 pułku strzelców konnych w Płocku na stanowisko zastępcy dowódcy pułku. Jego miejsce zajął podpułkownik Józef Grad-Soniński.
Skład osobowy Inspektora Środkowej Grupy Szwadronów KOP był jednostką funkcjonującą wyłącznie w czasie pokoju. Podczas mobilizacji był likwidowany.
23 marca 1939 szwadrony „Żurno”, „Rokitno” i „Hancewicze” zostały zmobilizowane, a trzy dni później przetransportowane w rejon Wielunia i włączone w skład ćwiczebnego pułku kawalerii KOP).
W czasie mobilizacji szwadrony „Stołpce” i „Kleck” połączyły się w szwadron kawalerii dywizyjnej 38 Dywizji Piechoty.
Na granicy z ZSRR pozostały szwadrony: „Iwieniec” i „Krasne” (w składzie Pułku KOP „Wilejka”) oraz „Bystrzyce” (w składzie Pułku KOP „Sarny”).
Ostatni inspektor, podpułkownik Józef Grad-Soniński został dowódcą Ośrodka Zapasowego Kawalerii „Wołkowysk”.